# Ліспромгосп
Ліспромгосп (лісове промислове господарство) — державне підприємство лісової промисловості в СРСР, яке здійснювало заготівлю, вивезення, сортування, оброблення та відвантаження деревини, а також сплав лісу.
Лісгосп (лісове господарство) — державне підприємство лісового господарства, що займається обліком, відтворенням, охороною і захистом лісів. Вперше були організовані в СРСР в 1920-ті роки для нарощування обсягів лісозаготівель. Найчастіше такі підприємства здійснювали також розпилювання заготовленої деревини на пиломатеріали, шпали. Ліспромгоспи також здійснювали виробництво деревного вугілля, вигонку смоли, ялицевої олії. За ліспромгоспами, окрім необхідної для заготівлі і переробки деревини лісу інфраструктури (лісосировинна база, виробничі приміщення, транспортні засоби, лісовозні дороги, склади) закріплювалися соціальні об'єкти (медичні, освітні, культурно-побутові установи), а також житло працівників.